# Vindaloo
El Vindaloo (o Vindalho) se trata de un curry muy popular en la cocina india y que originariamente proviene del vinhadalhos de la cocina lusa. Los portugueses lo llevaron a Goa, (territorio de la India Portuguesa) siendo cocinando originalmente con carne de cerdo marinada en vino y ajo (de aquí proviene su nombre "vinha d'alho"). Se pasó la receta al resto de India añadiendo abundantes especias y chili. Hoy en día los restaurantes sirven a menudo este plato con carne de cordero o pollo, mezclado a menudo con patatas. El vindaloo original no lleva patatas,[cita requerida] la discrepancia crece cuando se sabe que la palabra "aloo" significa "patata" en hindi.[cita requerida]
El vindaloo es denominado a veces como el rey de los currys debido a su extrema fortaleza en el picante, especialmente gracias al Capsicum otro de los ingredientes introducidos por los portugueses en India.
Los platos que se elaboran con este curry suelen ser de carne: cerdo, cordero, pollo, etc. y todos ellos tienen el nombre: pollo al vindaloo, cerdo al vindaloo, etc.

## Ingredientes
Suele ser una mezcla de diferentes especias tales como: cardamomo, canela en rama, semillas de fenogreco, jengibre, semillas de pimienta negra y mostaza en polvo que se mezclan con otros ingredientes de influencia portuguesa: ajo, chili en polvo, vinagre, comino, cebolla y azafrán. Todo esto se mezcla y se pone a marinar con la carne objeto de acompañamiento del Vindaloo

## Vindaloo en otras culturas
Los platos con vindaloo han ganado tanta popularidad en Inglaterra que ya empieza a ser una mezcla habitual en muchos restaurantes indios y curry houses. En inglés coloquial se refiere a algo como "A Vindy" cuando se sabe que es muy picante.